# Maramandougou
Maramandougou est une commune rurale du Mali de l'arrondissement central de Kangaba, dans le cercle de Kangaba et la région de Koulikoro, elle a pour chef-lieu la localité de Figuiratomo.

## Villages
La commune s'étend sur 9 localités relevées lors du recensement général de 2009. 
Les villages les plus peuplés sont :
- Manincoura (4 474 habitants) ;
- Figuirat Tomo (3 957 habitants) ;
- Figuira Coro (2 488 habitants).

En 2023, la loi 2023-007 attribue à la commune 9 villages, fractions ou quartiers  :
- Figuiratomo
- Kolindjigué
- Danga-Coro
- Kondana
- Faragouagnan
- Figuiracoro
- Fouh
- N'Golodiébougou
- Selin